# Ivan Rabuzin
Ivan Rabuzin (Ključ, 27 marzo 1921 – Varaždin, 18 dicembre 2008) è stato un pittore croato.

## Biografia
Era un rappresentante della pittura naif. Ivan Rabuzin era impiegato come carpentiere e iniziò a dipingere nel 1956. Visitando le gallerie e con la lettura di libri su vari artisti, Rabuzin imparò a conoscere il mondo artistico. Egli disse di se stesso che non sapeva come dipingere, ma questa ingenuità non lo fermò e continuò a svilupparsi. Alla fine degli anni 1950 e 1960 si formò in Rabuzin uno stile unico e divenne noto sul mercato internazionale dell'arte. Ha tenuto mostre a Parigi e a San Paolo. Nel 1962 Rabuzin fece della pittura la sua professione. Delle sue opere Viale e Mia Patria sono le opere più famose. Dal 1993 al 1999 è stato membro del Parlamento croato (il Sabor).